# Marmaduke Tunstall taxonjai

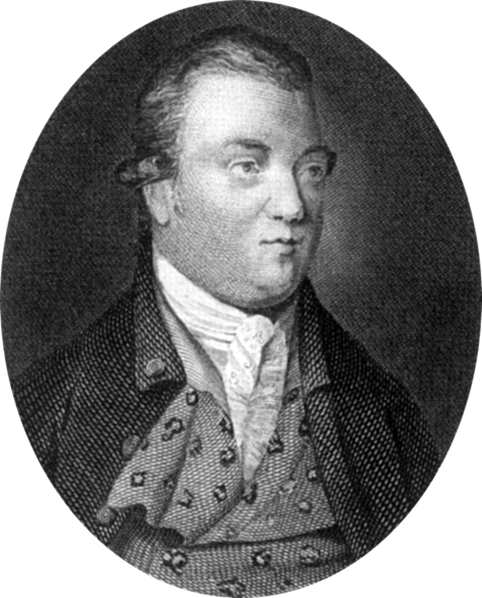
Marmaduke Tunstall

Ezen a listán azok a taxon nevek szerepelnek, amelyeket Marmaduke Tunstall (1743 – 1790) alkotott. Azok a taxon nevek, amelyek nincsenek belinkelve, manapság csak szinonimaként használtak (az alábbi lista nem teljes):

## Madarak

### Sólyomalakúak
- vándorsólyom (Falco peregrinus) Tunstall, 1771
- Rhynchodon peregrinus (Tunstall, 1771) – vándorsólyom
- Falco peregrinus peregrinus Tunstall, 1771

### Verébalakúak
- Pyrrhocorax (Tunstall, 1771)
- hegyi billegető (Motacilla cinerea) Tunstall, 1771
- csendes-óceáni vízipityer (Anthus rubescens) (Tunstall, 1771)
- Anthus rubescens rubescens (Tunstall, 1771)